# Santa Rosa de Aguán
Santa Rosa de Aguán – gmina (municipio) w północnym Hondurasie, w departamencie Colón. W 2010 roku zamieszkana była przez ok. 3,1 tys. mieszkańców. Siedzibą administracyjną jest Santa Rosa de Aguán.

## Położenie
Gmina położona jest w północnej części departamentu. Graniczy z 2 gminami:
- Trujillo od południa i zachodu,
- Limón od wschodu.

Od północy obszar ogranicza Morze Karaibskie.

## Demografia
Według danych honduraskiego Narodowego Instytutu Statystycznego na rok 2010 struktura wiekowa i płciowa ludności w gminie przedstawiała się następująco:
| Wiek                | 0–3 | 4–6 | 7–12 | 13–17 | 18–24 | 25–64 | 65+ | razem |
| Santa Rosa de Aguán | 332 | 236 | 512  | 442   | 365   | 1 027 | 192 | 3 106 |
| Mężczyźni           | 214 | 155 | 353  | 281   | 235   | 656   | 115 | 2 009 |
| Kobiety             | 118 | 81  | 159  | 161   | 130   | 371   | 77  | 1 097 |